# Notoniscus tertius
Notoniscus tertius är en kräftdjursart som beskrevs av Hans Strouhal1961. Notoniscus tertius ingår i släktet Notoniscus och familjen Styloniscidae. Inga underarter finns listade i Catalogue of Life.